# Cylindrothecium polycarpum
Cylindrothecium polycarpum là một loài Rêu trong họ Entodontaceae. Loài này được (Hampe) Schimp. mô tả khoa học đầu tiên năm 1872.